# Gerygone chloronotus
Gerygone chloronotus, é uma espécie de ave da família Pardalotidae found in Austrália, Indonésia e Papua-Nova Guiné.
Os seus habitats naturais são: florestas subtropicais ou tropicais húmidas de baixa altitude e florestas de mangal tropicais ou subtropicais.